# Championnat de France de rugby à XV de 2e division 1972-1973
Navigation
Championnat de France de 2e division 1971-1972 Championnat de France de 2e division 1973-1974
Le championnat de France de rugby à XV de 2e division 1972-1973 est l'antichambre de la première division groupe B. La compétition se déroule du 10 septembre 1972 au 13 mai 1973 en deux phases avec 81 équipes en compétitions. 

La première phase, du 10 septembre 1972 au 4 mars 1973 se déroule en 7 poules de 10 équipes et 1 poule de 11 équipes, avec matchs aller-retour. 
Les clubs classés aux quatre premières places de chaque poule sont qualifiés pour les seizièmes et classés de 1 à 32. Les matchs, comme la finale, se jouent sur terrain neutre. Le club qui gagne en finale est déclaré vainqueur de la compétition et accède à la première division ainsi que les équipes qualifiées pour les quarts de finale.
Le CS Bourgoin-Jallieu est champion de France de 2e division pour la saison 1972-1973 et accède à la première division groupe B pour la saison 1973-1974. 
Les clubs de CO Le Creusot (finaliste), et 6 autres clubs qualifiés pour les quarts de finale accèdent également à la première division groupe B pour l'année 1973-1974.

## Pré saison
Le nombre de clubs participant à cette édition du championnat de France de rugby à XV de 2e division est porté de 64 à 81 clubs.
 
La première phase, du 10 septembre 1972 au 4 mars 1973 se déroule en 7 poules de 10 équipes et 1 poule de 11 équipes, avec matchs aller-retour.

Sur les 81 équipes, il y a 8 équipes reléguées de première division, et 16 équipes promues, ayant participé aux huitièmes de finale du championnat de France de troisième division de la saison 1971-1972. 
| Relégués - SC Angoulême - CS Bourgoin-Jallieu - CA Castelsarrasin (Castelsarrasin) - Sporting Club decazevillois (Decazeville) - SC Mazamet - US Oyonnax - SC Pamiers - CA Sarlat |

Promus
| - SC Rieumes (Rieumes) Champion - US Objat (Objat) Finaliste - RC Revel (Revel) 1/2 finaliste - RC Police Toulouse 1/2 finaliste - AS Villemur (Villemur-sur-Tarn) 1/4 finaliste - RC sablais (Les Sables-d'Olonne) 1/4 finaliste - RRC Rouen 1/4 finaliste - US Bellegarde (Bellegarde-sur-Valserine) 1/4 finaliste | - Saint-Savin sportif (Saint-Savin) 1/8 finaliste - US Salles (Salles) 1/8 finaliste - RO Cholet (Cholet) 1/8 finaliste - AS Saint-Médard 1/8 finaliste - Rhodia club,1/8 finaliste - CSM Clamart 1/8 finaliste - UA Gujan-Mestras (Gujan-Mestras) 1/8 finaliste - US Issoire (Issoire) 1/8 finaliste |

## Phase de qualification
Les clubs classés aux quatre premières places de chaque poule sont qualifiés pour les seizièmes et classés de 1 à 32. Les matchs, comme la finale, se jouent sur terrain neutre. Le club qui gagne en finale est déclaré vainqueur de la compétition et accède à la première division ainsi que les équipes qualifiées pour les quarts de finale.
Le nom des équipes qualifiées pour les 16e de finale est en gras,.
| - SC Angoulême (relégué) - RO Cholet (Cholet) (promu) - RC sablais (Les Sables-d'Olonne) (promu) - Stade montluçonnais - Stade nantais UC - Stade niortais - ASPTT Paris - PUC - RRC Rouen (promu) - AS Saint-Junien                                            | - CO Le Creusot - CSM Clamart (promu) - Courbevoie sports (Courbevoie) - US Dole (Dole) - ASPTT Lyon - AS Mâcon - US Oyonnax (relégué) - AS Police de Paris (ASPP) - Rhodia club(promu) - Saint-Savin sportif (Saint-Savin)   | - SC Albi - US Carcassonne - AS Fleurance - CA Lannemezan - Lombez Samatan club - SC Mazamet (relégué) - Prades - US Thuir - Toulouse UC - AS Villemur (Villemur) (promu) |
| - Stade cadurcien - Sporting Club decazevillois (relégué) - GS Figeac - RS Mauvezin (Mauvezin) - SA Monein (Monein) - US Orthez - Peyrehorade sports (Peyrehorade) - RC Revel (Revel) (promu) - Stade foyen (Sainte-Foy-la-Grande) - RC Police Toulouse (promu) | - SA Arcachon - Bordeaux EC - SBUC - CA Castelsarrasin (relégué) - SA Hagetmau - Stade hendayais - UA Libourne - SA saint-séverin - Stade saint-livradais (Sainte-Livrade) - UA vicoise (Vic-Fezensac)                        | - AS Bortoise (Bort-les-Orgues) - UA Gujan-Mestras (Gujan-Mestras) (promu) - Stade langonnais - US Nérac (Nérac) - US Objat (Objat) (promu) - AS Saint-Médard (promu) - US Salles (Salles) (promu) - CA Sarlat (relégué) - Toulouse OEC - CA Villeneuve (Villeneuve-sur-Lot) |
| - ES Argelès - AS Bédarrides - Stade union cavaillonnais - Céret sportif - RC Châteaurenard - US Foix - SC Pamiers (relégué) - Stade piscénois (Pézenas) - SC Rieumes (Rieumes) (promu) - UA Saverdun (Saverdun) - RC Sorgues (Sorgues)                         | - CS Bourgoin - US Annecy - US Bellegarde (Bellegarde-sur-Valserine) - US Issoire (Issoire) - UMS rugby Montélimar - AS Pierrelatte (Pierrelatte) - AS Roanne (Roanne) - SC Salon (Salon-de-Provence) - CS Vienne - SO Voiron | |

## Phase finale

### Seizièmes de finale
| 18 mars 1973 | RC Revel | 11 - 13 | US Annecy | Stade de Cavaillon |
| 18 mars 1973 |          |         |           | Stade de Cavaillon |
| 18 mars 1973 |          |         |           | Stade de Cavaillon |

|  | SC Albi | 16 - 9 | CA Sarlat | Cahors |
|  |         |        |           | Cahors |
|  |         |        |           | Cahors |

|  | Sporting Club decazevillois | 21 - 9 | UA Gujan Mestras | Beaumont en Lomagne |
|  |                             |        |                  | Beaumont en Lomagne |
|  |                             |        |                  | Beaumont en Lomagne |

|  | CS Bourgoin Jallieu | 16 - 0 | SA Hagetmau | Millau |
|  |                     |        |             | Millau |
|  |                     |        |             | Millau |

|  | CA Castelsarrasin | 18 - 16 | US Carcassonne | Graulhet |
|  |                   |         |                | Graulhet |
|  |                   |         |                | Graulhet |

|  | CO Le Creusot | 9 - 4 | PUC | Châteauroux |
|  |               |       |     | Châteauroux |
|  |               |       |     | Châteauroux |

|  | SC Pamiers | 19 - 6 | AS Police Paris | Décazeville |
|  |            |        |                 | Décazeville |
|  |            |        |                 | Décazeville |

|  | Stade Cadurcien | 32 - 12 | ASPTT Lyon | Ussel |
|  |                 |         |            | Ussel |
|  |                 |         |            | Ussel |

|  | Stade langonnais | 17 - 16 | SO Voiron | Aurillac |
|  |                  |         |           | Aurillac |
|  |                  |         |           | Aurillac |

|  | JO Prades | 24 - 9 | SA Arcachon | Mauvezin |
|  |           |        |             | Mauvezin |
|  |           |        |             | Mauvezin |

|  | RC Sorgues | 6 - 0 | AS Saint Junien | Stade Paul-Lignon de Rodez |
|  |            |       |                 | Stade Paul-Lignon de Rodez |
|  |            |       |                 | Stade Paul-Lignon de Rodez |

|  | Peyrehorade Sport | 7 - 6 | ES Argelès | Montrèjau |
|  |                   |       |            | Montrèjau |
|  |                   |       |            | Montrèjau |

|  | SC Angoulême | 10 - 3 | Cercle amical lannemezanais | Fumel |
|  |              |        |                             | Fumel |
|  |              |        |                             | Fumel |

|  | CA Villeneuve | 10 - 9 | US Montélimar | Mazamet |
|  |               |        |               | Mazamet |
|  |               |        |               | Mazamet |

|  | SBUC | 12 - 3 après prolongation | UA Saverdun | Condom |
|  |      |                           |             | Condom |
|  |      |                           |             | Condom |

|  | US Oyonnax | 7 - 0 | Stade Niortais | Bourges |
|  |            |       |                | Bourges |
|  |            |       |                | Bourges |

### Huitièmes de finale
| 1er avril 1973 | CS Bourgoin Jallieu | 19 - 9 | SC Pamiers | Bédarrides |
| 1er avril 1973 |                     |        |            | Bédarrides |
| 1er avril 1973 |                     |        |            | Bédarrides |

|  | CO Le Creusot | 12 - 9 | Sporting Club decazevillois | Limoges |
|  |               |        |                             | Limoges |
|  |               |        |                             | Limoges |

|  | SC Albi | 12 - 9 | Stade langonnais | Moissac |
|  |         |        |                  | Moissac |
|  |         |        |                  | Moissac |

|  | Peyrehorade sports | 9 - 6 | US Oyonnax | Aurillac |
|  |                    |       |            | Aurillac |
|  |                    |       |            | Aurillac |

|  | SC Angoulême | 8 - 6 | JO Prades | Condom |
|  |              |       |           | Condom |
|  |              |       |           | Condom |

|  | RC Sorgues | 12 - 3 | Stade Cadurcien | Narbonne |
|  |            |        |                 | Narbonne |
|  |            |        |                 | Narbonne |

|  | CA Villeneuve | 14 - 4 | US Annecy | Pézenas |
|  |               |        |           | Pézenas |
|  |               |        |           | Pézenas |

|  | SBUC | 12 - 9 après prolongation | CA Castelsarrasin | Nérac |
|  |      |                           |                   | Nérac |
|  |      |                           |                   | Nérac |

### Quarts de finale
Les clubs participants aux quarts de finale joueront en 1re division la saison prochaine
| 15 avril 1973 | CS Bourgoin Jallieu | 34 - 17 | SBUC | Castres |
| 15 avril 1973 |                     |         |      | Castres |
| 15 avril 1973 |                     |         |      | Castres |

|  | SC Albi | 6 - 4 | CA Villeneuve | Sarlat |
|  |         |       |               | Sarlat |
|  |         |       |               | Sarlat |

|  | CO Le Creusot | 7 - 3 | SC Angoulême | Guêret |
|  |               |       |              | Guêret |
|  |               |       |              | Guêret |

|  | Peyrehorade sports | 6 - 6 Sorgues est éliminé à cause d’une expulsion | RC Sorgues | Saint Girons |
|  |                    |                                                   |            | Saint Girons |
|  |                    |                                                   |            | Saint Girons |

### Demi-finales
| 29 avril 1973 | CS Bourgoin Jallieu | 7 - 3 | SC Albi | Cavaillon |
| 29 avril 1973 |                     |       |         | Cavaillon |
| 29 avril 1973 |                     |       |         | Cavaillon |

|  | CO Le Creusot | 10 - 3 | Peyrehorade sports | Limoges |
|  |               |        |                    | Limoges |
|  |               |        |                    | Limoges |

### Finale
| 13 mai 1973 | CS Bourgoin-Jallieu | 10 - 6 | CO Le Creusot | Roanne |
| 13 mai 1973 |                     |        |               | Roanne |
| 13 mai 1973 |                     |        |               | Roanne |